# Chiesa di San Nicolò Vescovo (Perarolo di Cadore)
La chiesa di San Nicolò Vescovo è la parrocchiale di Perarolo di Cadore, in provincia di Belluno e diocesi di Belluno-Feltre; fa parte della convergenza foraniale di Ampezzo-Cadore-Comelico.

## Storia
L'originaria chiesa di Perarolo venne costruita nel XV secolo sfruttando i materiali proveniente dal demolito ponte sul fiume Boite, che proprio in questa località si immette nel Piave.
L'edificio fu ampliato nel 1604 in seguito all'aumento dei fedeli, per poi venir rifatto nel 1757 su progetto del tolmezzino Domenico Schiavi.
Eretta a parrocchiale nel 1857, la chiesa l'anno successivo fu demolita per far sorgere al suo posto una piazza e nel 1862 si provvide a riedificarla in base ai disegni dell'architetto Antonio Caregaro Negrin; alla fine di quel secolo, però, la navata collassò e venne ricostruita in legno nel 1905.
Inagibile dal 2000, fu riaperta al culto il 16 giugno 2024 dopo una serie di interventi di consolidamento e di restauro.

## Descrizione

### Esterno
La neogotica facciata a capanna, rivolta a nordest, presenta centralmente il portale d'ingresso lunettato e strombato e sopra il rosone murato; sotto la linea di gronda corre una fila di archetti pensili.
Annesso alla parrocchiale è il tozzo campanile a base quadrata, la cui cella presenta su ogni lato una bifora ed è coperta dal tetto a quattro falde.

### Interno
L'interno dell'edificio si compone di un'unica navata, le cui pareti sono scandite da lesene sorreggenti le travi che sostengono il soffitto piano.
Qui sono conservate diverse opere di pregio, tra le quali la tela con soggetto l'Addolorata, eseguita dall'ampezzano Giuseppe Ghedina, l'altare maggiore, abbellito da sculture realizzate dallo zoldano Valentino Panciera Besarel, l'organo, costruito tra il 1765 e il 1768 da Pietro Nachini e Francesco Dacci, e una pala dipinta da Tomaso Da Rin.